# Chrysopa coloradensis
Chrysopa coloradensis är en insektsart som beskrevs av Banks 1895. Chrysopa coloradensis ingår i släktet Chrysopa och familjen guldögonsländor. Inga underarter finns listade i Catalogue of Life.